# 오스트레일리아 성공회
오스트레일리아 성공회(The Anglican Church of Australia) 또는 호주 성공회는 세계성공회공동체(Anglican Communion)에 속한 오스트레일리아 성공회 교단이며, 1981년 이전에는 오스트레일리아와 태즈매니아 성공회(Church of England in Australia)라고 하였다.
호주에서 로마 가톨릭교회 다음으로 교세가 큰 기독교 종파이자, 개신교 종파 중 가장 많은 교인을 보유하고 있는 최대 교단이다.

## 역사
1787년 첫 함대가 뉴 사우스 웨일스에 도착했을 때 리처드 존슨 신부(Reverend Richard Johnson)가 함대와 이주민의 지도신부(Chaplain)자격으로 배에 오른 바 있다.
1825년 캘커타의 주교의 관할을 받는 토머스 스코트 신부(Revd Thomas Scott)가 차부제(Archdeacon)로 임명되었다. 1836년에는 윌리엄 그랜드 브로턴(Revd William Grant Broughton)신부가 호주 성공회를 대표하는 주교로 임명되었으며, 1842년 태즈매니아 교구(Diocese of Tasmania)가 세워졌다. 1847년 호주 성공회의 교구는 시드니,어딜에이드,뉴캐슬, 멜버른 교구로 분할되었다.
이어서 8년 뒤에는 25개 교구가 되었다. 1962년 1월 호주 성공회는 자치적으로 관구장(Primate)이 지도하는 교회가 되었으며, 현재 관구장은 브리스베인의 대주교(Archbishop) 필립 어스피널 대주교(Most Reverend)이다.
호주 성공회 교회는 5개의 대교구를 포함한 23개 교구(단, 태즈매니아 제외)로 되어 있다.

## 호주 성공회 교세표
- 면적(Geographical Area): 5,028,521 Sq km
- 인구(Population): 17,754,000
- 성공회 신자(Number of Anglicans): 3,903,324
- 전체 기독교인수(Number of Christians): 12,582,764
- 교구수(Number of Parishes): 1,408
- 성직자수(Number of Clergy): 3,693[2]

호주성공회 상징

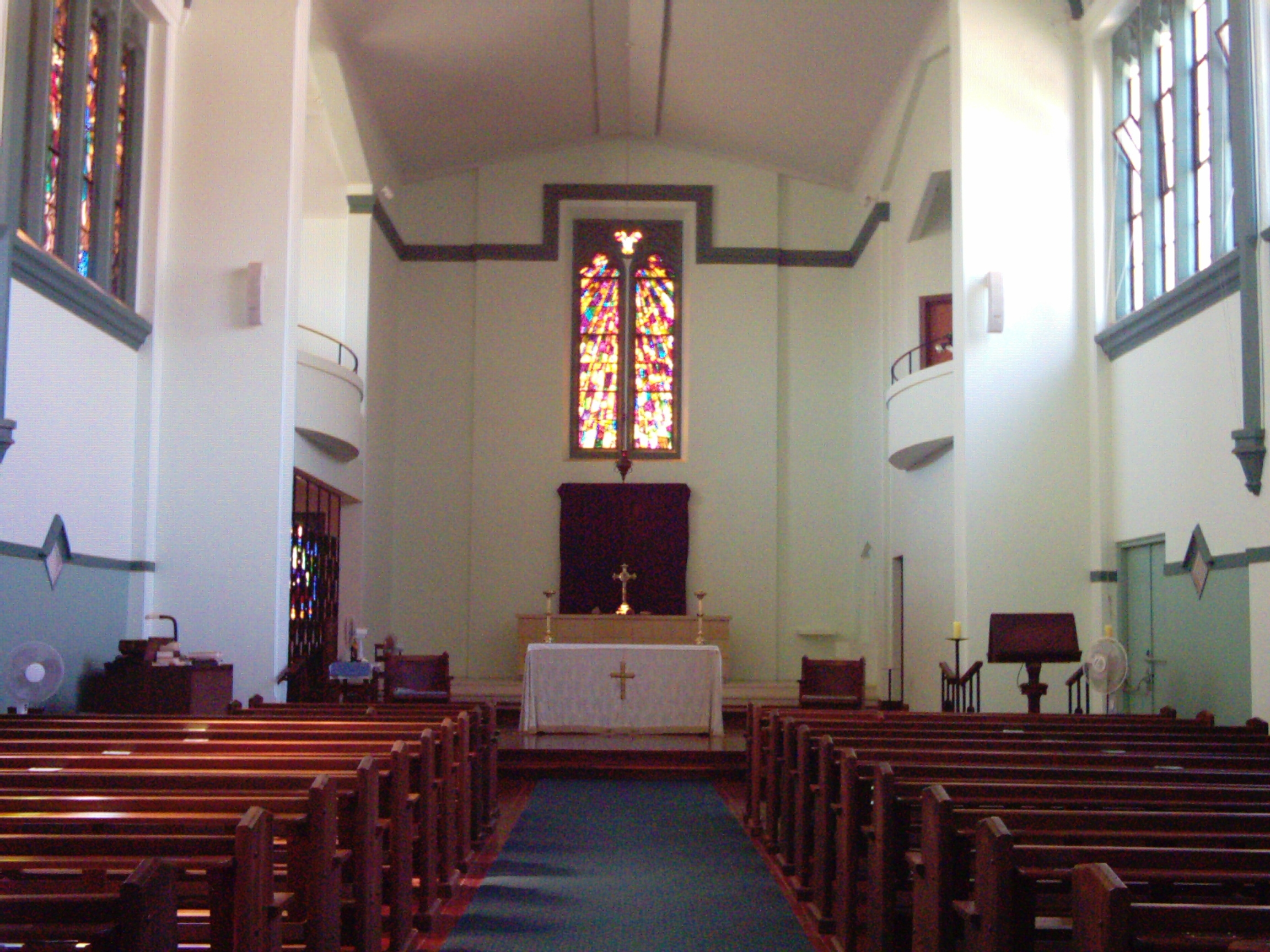
호주 성공회 교회의 성당

## 호주 성공회의 관구와 교구

### 뉴 사우스 웨일스관구
- 관구장 : 피터 젠슨 대주교
- 아미데일(Armidale)교구 : 피터 브레인 주교(The Right Revd Peter Brain)
- 바터스트(Bathurst)교구: 리처드 허포드 주교(The Right Revd Richard Hurford)
- 캔버라와 골번 교구(Canberra and Goulburn): 조지 보로닝 주교(The Right Revd George Browning)
- 그래프턴(Grafton)교구:캐네스 슬레이터 주교(The Right Revd Kenneth Slater)
- 뉴캐슬(Newcastle)교구:브레인 포런 주교(The Right Revd Brian Farran)
- 리버라이너(Riverina)교구:더글러스 스티븐스 주교(The Right Revd Douglas Stevens)
- 시드니(Sydney)교구: 피터 젠슨 수좌주교(The Most Revd Peter Jensen)

### 퀸즐랜드관구
- 관구장: 필립 아스피널 대주교(The Most Revd Phillip Aspinall)
- 브레스베인 교구(Brisbane):필립 아스피널 대주교(The Most Revd Phillip Aspinall)
- 노스 퀸즐랜드 교구(North Queensland):윌리엄 레이 주교(The Right Revd William Ray)
- 노스 테리토리(The Northern Territory):그레고리 톰슨 주교(The Right Reverend Gregory Thompson)
- 로크햄프턴(Rockhampton):고프레이 프르야 주교(The Right Revd Godfrey Fryar)

### 사우스 오스트레일리아 관구
- 관구장: 제프리 드라이버 대주교(The Most Revd Jeffrey Driver)
- 어델에이드(Adelaide)교구:제프리 드라이더 수좌주교(The Most Revd Jeffrey Driver)
- 머레이 교구(The Murray):로즈 다비즈 주교(The Right Revd Ross Davies)
- 윌로크러 교구(Willochra):게리 위더릴 주교(The Right Revd Garry Weatherill)

### 빅토리아관구
- 관구장: 필립 프레이어 대주교(The Most Revd Philip Freier)
- 발라트 교구(Ballarat): 마이클 호우 주교(The Right Revd Michael Hough)
- 벤디고 교구(Bendigo):앤드루 커노우 주교(The Right Revd Andrew Curnow)
- 깁슬랜드(Gippsland):존 매킨타이어 주교(The Right Revd John McIntyre)
- 멜버른(Melbourne)교구:필립 프레이어 주교(The Most Revd Philip Freier)
- 왕가라타 교구(Wangaratta)교구:데이비드 파러 주교(The Right Revd David Farrer)

### 웨스턴 오스트레일리아 관구
- 관구장 : 로저 허프트 대주교(The Most Reverend Roger Herft)
- 번버리 교구(Bunbury)교구:데이비드 매콜 주교(The Right Revd David McCall)
- 노스 웨스트 오스트레일리아 교구(North West Australia):데이비드 멀레디 주교(The Right Revd David Mulready)
- 퍼스(Perth)교구:로저 허프트 대주교(The Most Reverend Roger Herft)

### 특수관구적인 교구
- 태즈매니아(Tasmania)교구:존 하로워 주교(The Right Revd John Harrower)

## 같이 보기
- 세계성공회공동체
- 성공회